# Sergent Malamine
Malamine Camara ou Sergent Malamine, né au Sénégal vers 1850 et décédé à Dakar en janvier 1886 était un sous-officier de l’infanterie coloniale qui joua un rôle déterminant dans la conquête française du bassin du Congo.

## Au service de l'infanterie coloniale
Malamine est né dans la Colonie du Sénégal sans que soient connues avec précision ses dates et lieu de naissance. Plusieurs sources le donnent issu de l'ethnie soninkée tout en indiquant aussi des origines maures ou berbères. Quoi qu'il en soit, sa maîtrise avérée de la langue peule du Fouta-Toro, sa religion - musulmane - et enfin son second patronyme, Camara, démontrent qu’il était d’abord Toucouleur. 
Malamine, probablement recruté au début des années 1870 par l'armée française comme laptot, rejoint en janvier 1880 l’expédition montée par l’explorateur Savorgnan de Brazza et qui prévoit, en partant de la côte du Gabon, de remonter le fleuve Congo. Au sein de ce groupe, qui comprend une douzaine de soldats indigènes, quelques interprètes et quatre français (dont Charles de Chavannes), le sergent Malamine démontre très vite de ses remarquables capacités d’initiative mais surtout de son efficacité à gagner les suffrages des populations locales.

## Le représentant de La France au Congo
En octobre 1880, Brazza quitte la rive droite du Congo. Il laisse dans le poste de M’fa, futur Brazzaville , un petit détachement – deux soldats seulement – commandé par Malamine et qui va rester dix-huit mois sans aucune aide matérielle, ni instructions, des autorités françaises.
Livré à lui-même durant cette période, Malamine s'organise pour subsister mais surtout réussit à établir avec les autochtones des relations aussi cordiales que confiantes.  Plusieurs sources indiquent qu’il sut mettre à profit ses talents de chasseur pour alimenter les villages voisins en viande d’hippopotame, de phacochère et même d'éléphant, au point d'être surnommé mayele (« le débrouillard ») et tâta nyama, (« père de la viande »).  
Pour autant, Malamine se trouve rapidement au cœur de la compétition qui oppose les États européens dans la conquête des territoires africains et qui prend la forme, dans le bassin du Congo, d'une confrontation entre la France et la Belgique, cette dernière sous couvert de l'Association internationale africaine. En dépit de ses faibles moyens, le sergent incarne la présence française dans le Pool en maintenant en fonction le poste de M’fa.

## L'adversaire de Stanley
Malamine rencontre ainsi deux fois Henry Morton Stanley, l’explorateur américain qui, pour le compte du roi des Belges, Léopold II, organise la conquête du Congo. 
La première fois, en juillet 1881, le sergent se rend sur la rive gauche du fleuve (futur Kinshasa) avec ses deux soldats, pour dissuader Stanley de tenter d’annexer la rive droite. Il lui montre une copie du traité passé en septembre 1880 par Brazza avec le roi Makoko, chef traditionnel des Batékés, qui plaçait son territoire sous l'autorité de la République Française.
La seconde rencontre, en janvier 1882, est plus sérieuse. Stanley apparait sur le fleuve à la tête d'une flottille de trois bateaux à vapeur à bord desquels se tiennent de nombreux mercenaires armés venus de Zanzibar. Cette démonstration de force avait sans doute pour but d'impressionner Malamine et ses hommes afin de les pousser à abandonner leur poste. Contre toute attente, la détermination du sous-officier est telle que Stanley et ses hommes n'insistent pas et retournent sur la rive droite. 
L’explorateur écrivit plus tard dans ses mémoires qu’il avait été impressionné par l'attitude du sergent sénégalais qui, outre une grande fermeté dans le respect de sa mission, faisait preuve d’une forte autorité sur les indigènes. Le recul de l'Américain peut aussi s’expliquer par le soutien dont bénéficiait Malamine de la part du roi Makoko. Il est possible que ce dernier se soit opposé à l'éviction de la France à cause des avantages commerciaux non négligeables dont il profitait depuis 1880, sans même évoquer les méthodes de Stanley très éloignées par leur brutalité de celles de Brazza.
En mai 1882, un message du commandement militaire ordonne à Malamine de quitter M’fa avec ses hommes pour s'établir à Franceville au Gabon.  Bien qu’il soupçonne que cet ordre puisse être le résultat d'intrigues confuses, il obtempère mais tient avant son départ à visiter les chefs locaux pour les convaincre que son absence, temporaire, ne devait en aucun cas affaiblir leur loyauté à la France.

## Le retour de Brazza
Brazza, qui était retourné en France pour faire connaître ses découvertes mais surtout recevoir de l'aide du gouvernement, monte une nouvelle expédition dans le bassin du Congo en  1883. Il charge Malamine de recruter à Dakar les membres de la mission puis, lorsque cette dernière est arrivée sur la côte gabonaise, est chargé d’acquérir les pirogues qui permettront la remontée du fleuve. 
Arrivé sur le Pool, Brazza constate la joie des populations locales à voir revenir Malamine mais surtout la réalité du maintien de la présence française, les chefs locaux n’ayant pas succombé à l’influence des hommes de Stanley. Une fois encore, le sergent apparait rapidement indispensable, dans la direction du poste mais plus encore par les quantités importantes de gibier qu'il fournit régulièrement aux populations.
En février 1885, lors d'une prise d'armes à Brazzaville, Malamine reçoit la Médaille Militaire. Cette décoration, réclamée par Brazza auprès du gouvernement, salue son rôle dans la conquête du Congo. Malheureusement, cette distinction précède de peu sa disparition. Sa santé s’étant gravement détériorée, Malamine est rapatrié peu après au Sénégal. Il décède en janvier 1886 à l’hôpital militaire de Gorée.
Bien que sa contribution à l’établissement de la France au Congo fut peu relevée de son vivant, le sergent Malamine fut après sa mort célébré par les autorités, comme le montre le nom du bateau à vapeur qui permit en 1892 à Antoine Mizon de remonter le Niger. Plus encore, il est à noter que les hommages récents se sont multipliés, d'abord au Congo mais tout autant au Sénégal où un lycée a été baptisé en son honneur.

## Citation
Dans son livre publié en 1886, « The Congo and the Founding of Its Free State », Stanley présente ainsi le sergent « Malameen » : « We had scarcely been three hours at Bwabwa Njali’s village before we saw, borne high up, a French tricoloured flag approaching, preceded by a dashing looking Europeanised negro (as I supposed him to be, though he had a superior type of face), in sailor costume, with the stripes of a non-commissionned officer on his arm. This was Malameen, the Senegalese sergeant left by M. de Brazza. Two Gaboon negro sailors, in blue navy shirt and pants, followed him, one whom carried the flag.
Malameen spoke French well, and his greeting was frank and manly. After a few words had been said on either side, he showed to me a paper, which, duly translated, turned out to be a treaty, whereby a certain chief called Makoko ceded to France a territory extending from the Gordon Bennet River to Impila on the north bank of Stanley Pool, and which M. de Brazza notified, to all whom it might concern, that he took possession of the said territory in the name of France.
Malameen knew a great deal about the transaction. (…) A very short acquaintance with the sergeant proved to me that he was a superior man, even though he was a bronzed senegalese. He was in his proper element among these Africans, who were of a lower grade than himself, and very tactfully and subtly he acted on his master’s instructions».